# 群馬県道40号藤岡大胡線
群馬県道40号藤岡大胡線（ぐんまけんどう40ごう ふじおかおおごせん）は、群馬県藤岡市から前橋市大胡町に至る県道県道（主要地方道）である。

## 概要
群馬県より起点を群馬県藤岡市、終点を勢多郡大胡町、重要な経過地を多野郡新町・佐波郡玉村町とする、1976年（昭和56年）に認定を受けた県道の路線である。前橋市の東善町交差点を境として、藤岡市方面から前橋市東部や伊勢崎市方面への交通路として利用される区間と、群馬県道27号高崎駒形線と併せて、高崎市方面から東毛地域へ抜ける道として利用される区間に分けられる。
起点から終点まで交通量は常に多いが、特に烏川を渡る岩倉橋や利根川を渡る福島橋などの前後区間で渋滞が激しい。
そのため、群馬県道40号藤岡大胡線バイパスの整備や国道50号以北などで、4車線化が進められている。
車線数は東善町交差点から小島田町交差点までが4車線になっている他は2車線である。また、起点から藤岡市中心部までは群馬県道13号前橋長瀞線の旧道にあたる道である。

### 路線データ
- 起点:藤岡市本郷（本郷交差点）
- 終点:前橋市大胡町（大胡町交差点）
- 重要な経過地：多野郡新町[注釈 2]、佐波郡玉村町[1]

## 歴史
- 1959年（昭和34年）9月18日：群馬県より現・道路法に基づき、前身にあたる県道玉村大胡線（佐波郡玉村町 - 勢多郡大胡町、整理番号12）と、県道藤岡玉村線（藤岡市 - 多野郡新町 - 佐波郡玉村町、整理番号15）として路線認定される[2]。
  - 同日、前々身路線にあたる県道大胡玉村線（勢多郡大胡町 - 佐波郡玉村町、整理番号99）、県道新町鬼石線（多野郡新町 - 同郡鬼石町、整理番号112）、県道玉村新町線（佐波郡玉村町 - 多野郡新町、整理番号113）、県道藤岡新町停車場線（藤岡市 - 多野郡新町 新町停車場、整理番号208）が路線廃止される[3]。
- 1976年（昭和51年）10月12日：群馬県より、県道藤岡大胡線（藤岡市 - 多野郡新町 - 佐波郡玉村町 - 勢多郡大胡町、整理番号48）として路線認定される[1]。
- 1993年（平成5年）5月11日：建設省から、県道藤岡大胡線が藤岡大胡線として主要地方道に指定される[4]。

## 路線状況

### 重複区間
- 群馬県道23号藤岡本庄線（藤岡市藤岡・七丁目交差点 - 藤岡市藤岡・四丁目交差点）
- 群馬県道24号高崎伊勢崎線（佐波郡玉村町福島・福島交差点 - 上福島交差点）

### 道路施設
- 岩倉橋（烏川、高崎市新町 - 佐波郡玉村町大字角渕）

## 地理

### 通過する自治体
- 藤岡市
- 高崎市
- 佐波郡玉村町
- 前橋市

### 交差する道路

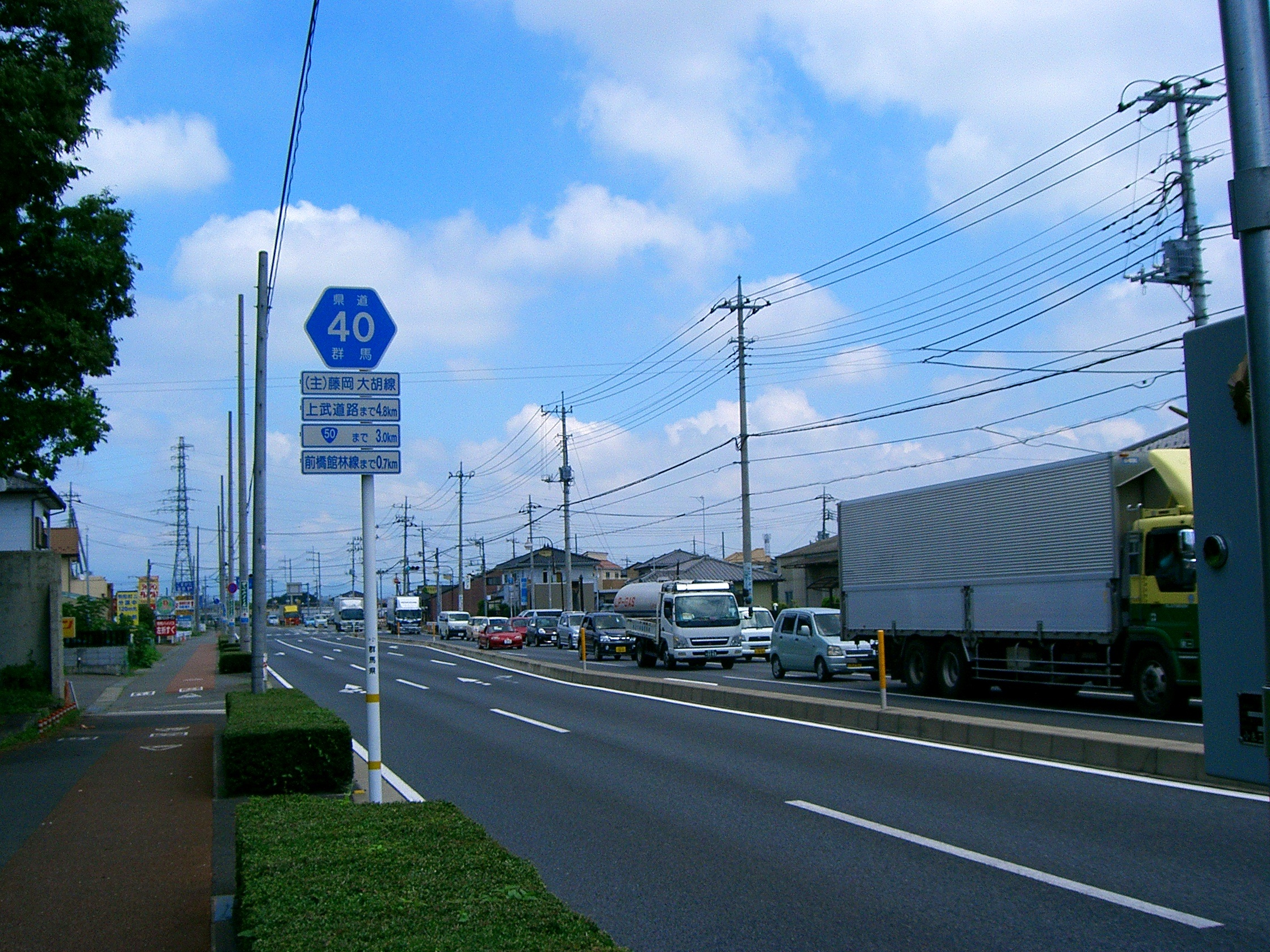
駒形町交差点より北東を望む

- 国道254号・群馬県道13号前橋長瀞線（藤岡市本郷、起点）
- 群馬県道23号藤岡本庄線・群馬県道30号寺尾藤岡線（藤岡市藤岡・七丁目交差点）
- 群馬県道23号藤岡本庄線（藤岡市藤岡・四丁目交差点）
- 群馬県道180号群馬藤岡停車場線（藤岡市藤岡・相生町交差点）
- 群馬県道174号下栗須馬庭停車場線（藤岡市下栗須）
- 国道17号 新町バイパス（高崎市新町・笛木町交差点）
- 群馬県道131号児玉新町線・群馬県道178号中島新町線（高崎市新町・郵便局前交差点）
- 群馬県道401号高崎伊勢崎自転車道線（高崎市新町 - 佐波郡玉村町角渕（重複区間）
- 群馬県道40号藤岡大胡線 支線・群馬県道142号綿貫篠塚線（佐波郡玉村町下新田・下新田交差点）
- 国道354号（佐波郡玉村町下新田・福島南交差点）
- 群馬県道24号高崎伊勢崎線（佐波郡玉村町福島・福島交差点 - 上福島交差点）
- 群馬県道403号玉村渋川自転車道線（佐波郡玉村町福島）
- 群馬県道24号高崎伊勢崎線（佐波郡玉村町福島・上福島交差点）
- 群馬県道11号前橋玉村線（佐波郡玉村町上福島・福島橋北交差点）
- 群馬県道24号高崎伊勢崎線・群馬県道40号藤岡大胡線 支線（佐波郡玉村町上福島・上福島交差点）
- 群馬県道27号高崎駒形線（前橋市東善町・東善町交差点）
- 群馬県道104号駒形柴町線（前橋市駒形町）
- 群馬県道2号前橋館林線（前橋市小屋原町・小屋原陸橋交差点）
- 群馬県道110号駒形停車場線（前橋市小屋原町）
- 国道50号（前橋市小島田町（小島田町交差点）
- 国道17号 上武道路（前橋市富田町）
- 群馬県道76号前橋西久保線（前橋市富田町・富田町交差点）
- 群馬県道3号前橋大間々桐生線（前橋市茂木町・茂木町交差点）
- 群馬県道111号大胡停車場線（前橋市茂木町）
- 群馬県道74号伊勢崎大胡線（前橋市大胡町）
- 群馬県道16号大胡赤城線（前橋市大胡町、終点）

支線
- 群馬県道40号藤岡大胡線・群馬県道142号綿貫篠塚線（佐波郡玉村町下新田・下新田交差点）
- 国道354号（佐波郡玉村町上飯島・文化センター入口交差点）
- 群馬県道24号高崎伊勢崎線・群馬県道40号藤岡大胡線（佐波郡玉村町上福島・上福島交差点）